# محمدباقر بهبودی

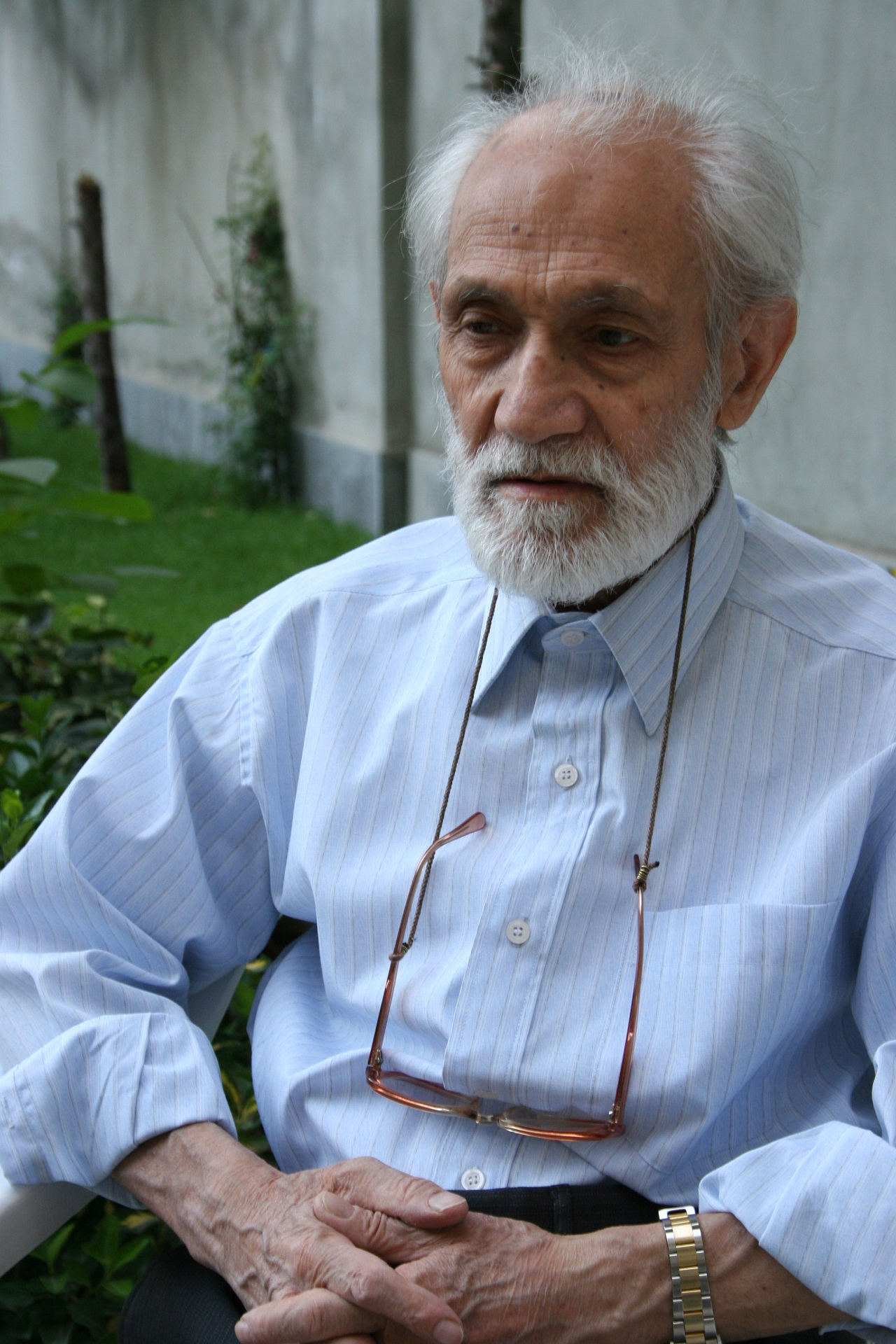
تصویر استاد محمدباقر بهبودی در سال ۱۳۸۵

محمدباقر بهبودی (۱۳۰۷ مشهد – ۱۳۹۳ تهران) پژوهشگر دینی و حدیث‌پژوه ایرانی بود. وی برای نخستین بار، به منظور استخراج صحاح شیعه، به وارسی و اعمال قواعد پرداخته و حاصل آن را برای تمرین طالبان علم‌الحدیث در کتاب علل‌الحدیث فراهم آورده است. وی مصحح آثاری مانند بحارالانوار، کنزالعرفان و بخش‌هایی از تفسیر المیزان و مؤلف کتاب‌هایی مانند صحیح‌الکافی و معرفةالحدیث بود. دیدگاه‌های او در پالایش حدیث و فعالیت‌هایش در گزینش روایت‌های معتبر شیعه به‌ویژه در دهه ۶۰ بحث‌های بسیار برانگیخت و آثاری محسوس بر دیدگاه معاصران داشت.

## زندگی
او در ۱۳۲۷ تحصیلات مذهبی خود را در حوزهٔ علمیهٔ مشهد آغاز کرد. وی در نزد اساتید معروف ادبیات آن دوره مانند ادیب نیشابوری دوم، و فقه و اصول را نزد آیت‌الله سید احمد مدرس یزدی و آیت‌الله میرزا هاشم قزوینی تلمذ کرد. آنگاه در سال ۱۳۳۳ به شهر قم و حوزه بزرگ شیعه آمد و پس از مدتی تحصیل در این شهر عازم نجف حوزه دیگرشد و از محضر اساتیدی چون آیت الله سید ابوالقاسم خویی و سید محسن حکیم و عبدالهادی شیرازی بهره برد. آنگاه در سال ۱۳۳۵مجدداً به زادگاه خویش برگشت. وی در مصاحبه ای گفته است: «در سال ۱۳۲۷ هـ.ش. در حوزه علمیه مشهد آغاز به تحصیل کردم. در سالهای سوم و چهارم تحصیل شرحی بر صمدیه و شرحی بر عوامل ملامحسن به عربی نگاشتم که نسخه‌های دستنویس آن در اختیار برخی از فضلا ماند و اکنون از آنها خبری ندارم ولی در همان زمان کتابی در منطق به نام قاطع البرهان فی علم المیزان و جزوه ای در تجوید و جزوه ای در شرح حال میثم تمار نگاشتم که به چاپ رسید و در اختیار اهل فضل قرار گرفت. پس از فراگیری سطح و اندکی فلسفه به نجف اشرف مشرف شدم ولی به چند علت بیش از دو سال نماندم و به مشهد بازگشتم. از سال ۱۳۳۷هـ. ش. به تهران آمدم و در ابتدا به کار تصحیح نمونه‌های چاپی (بحار المیزان و…) پرداختم و سپس به کار تحقیق و پژوهش.».

## آرای محمدباقر بهبودی
از جمله نظرات خاص محمدباقر بهبودی می‌توان به نحوه مهاجرت قوم بنی‌اسرائیل از مصر به رهبری موسی بن عمران  اشاره کرد که در کتاب نگاهی به تاریخ انبیاء در قرآن اثر محمدباقر بهبودی  منتشر شده است:
خرابه‌های شهر ممفیس در سمت غربی رود نیل و کنار قریهٔ جیزه قرار دارد و شمال آن اهرام ثلاثه به فاصله دو فرسخی قرار گرفته‌اند. این شهر پایتخت فراعنهٔ مصر بوده است. طبیعی است که قدرت فرعونی، بر روی رود نیل پلی بسته باشد که با آبادی‌های وسیع و حاصلخیز شرق نیل در ارتباط سالم و مستقیم باشند و چه بسا این پل را موازی با ابوالهول ساخته باشند که واردین از شرق را مرعوب سازند.
خانه‌های بنی اسرائیل در قبلهٔ شهر مجتمع بود. اگر این خانه‌ها در شرق نیل بوده باشند، کوچ شبانه بنی اسرائیل آسان تر بوده است و اگر در غرب نیل بوده باشند، باید شبانه از پل عبور کنند و راه قدس را در پیش بگیرند. موسی شبانه بنی اسرائیل را کوچ داد و به طرف خلیج سوئز شتاب گرفت تا در حاشیهٔ آن دماغهٔ سینا را دور بزند و با گذشتن از کوه طور و انجام میقات و دریافت ده فرمان، راهی سرزمین موعود گردد.
فردای آن روز که لشکریان فرعون به تعقیب آنان حرکت کرند، موسی با قوم بنی اسرائیل در شتاب بود و تا عصر همان روز به اندازهٔ صد کیلومتر مسافت را طی کرده و خود را به شاخهٔ دریای سرخ یعنی خلیج سوئز رسانیده بود. در این موقع بنی اسرائیل گرد و غبار فرعونیان را دیدند و اظهار وحشت نمودند و موسی گفت:
انّ معی ربّی سیهدین – پروردگار من همراه من است و به زودی مرا به راه نجات رهنمون خواهد شد.
چرا که پیش از آن به او گفته بودند: ان اسر بعبادی فاضرب لهم طریقاً فی البحر یبساً لاتخاف درکاً و لاتخشی – بندگان مرا با کوچ شبانه به سوی فلسطین رهبری کن و چون به دریای تلخ رسیدی در عرض دریا راهی خشک بزن که نه از رسیدن فرعونیان ترسی وجود دارد و نه از فرو ریختن آب دریا.
موسی صبر کرد تا فرعونیان جایگاه آنان را مشخص سازند، آن گاه به فرمان حق عصای خود را بر آب دریا کوبید و آب از دو طرف روی هم سوار شد و همانند کوهی عظیم در دو طرف استوار ماند و در وسط راهی وسیع و خشک پدیدار گردید.
موسی فرمان داد و بنی اسرائیل با شتاب هرچه بیش تر از عرض دریا، آن جا که رشته باریکی به دریای تلخ می‌پیوندد گذشته و فرعون با سپاهیان زبده سوارش فرا رسید و چون دریا را مانند کوه، صاف و هموار و ساکن دید، به تصور آن که درهٔ کوه است، وارد شد و هلاک گردید.
ویا در مورد ابراهیم:
می‌گویند نمرود با خبر شد که جوانی به دنیا خواهد آمد که زوال ملک و آیین او به دست او صورت خواهد گرفت. نمرود، فرمود تا نوزادان پسر کشته شوند و لذا مادر ابراهیم فرزند خود را در غاری خارج شهر، دور از اطلاع همگان زایید و پرورش داد، تا نوجوانی شد و در یک شب که برای اولین بار از غار خارج شد و ستاره و ماه و خورشید را نگریست، به تردید افتاد که آیا خدای من ماه است یا خورشید، و با افول ماه و خورشید به توحید ربوبی معترف و آشنا گشت.
این داستان به این منظور خلق شده است تا مسئله رویت ستاره و ماه و خورشید را برای اولین با توجیه کند، اما در همهٔ تواریخ و سیره‌ها و در همهٔ تفاسیر و روایات مسطور است و به قطعیت پیوسته است که نمرود، ابراهیم را از زادگاهش اخراج کرد و ابراهیم و لوط با خاندانش نینوا را پشت سر نهاده به شام و فلسطین مهاجرت کردند. نه سلطنت و قدرت نمرود به دست ابراهیم زایل شد و نه مردم از دین خود دست برداشته و به توحید گراییدند.
واقعیت همان است که قرآن مجید در میان نهاده و به صراحت می‌گوید:
و کذلک نری ابراهیم ملکوت السموات و الارض
و این ارائه مانند سایر موارد، در عالم رؤیا صورت گرفته است و گر نه ستاره و ماه و خورشید هر شب و روز طالع می‌شوند و هزاران سال است که تکرار می‌شود، نه افولی در میان است و نه غروبی. جز آن که در نقطه ای طالع است و در نقطه ای دیگر شارق و در نقطه ای دیگر غارب
و این نسل بشریت است که مانند کاروانی می‌آید و می‌رود
و جز با اندیشهٔ صحیح و عبرت اصیل نمی‌تواند با حقایق پشت پرده آشنا گردد.
و یا در مورد رؤیای یوسف:
رؤیای یوسف براساس نص قرآن به این صورت بوده است:
انّی رایت احد عشر کوکباً و الشمس و القمر رایتهم لی ساجدین
من یازده ستاره دیدم با خورشید و ماه، دیدم که آنان برای من سجده کردند.
این رؤیا از دو قسمت مجزا تشکیل شده است و لذا قرآن مجید کلمهٔ رویت را تکرار می‌کند.
رؤیای اول: ستاره، ماه، خورشید در کنار هم و با هم که از نظر تعبیر علمی، یوسف خودش را در کنار شاه و صدراعظم و یازده وزیر، احساس کرده است که صورت کابینهٔ دولت را در حضور شاه مجسم می‌کند و لازمهٔ این رؤیا آن است که یوسف هم وزیر باشد، یا در حد وزیران.
رؤیای دوم: جماعت بسیاری از بشر که برای یوسف سجده می‌کنند، جز آن که این جمعیت در عالم خواب شناخته و معلوم نبوده‌اند، تا به صور مشخص خود دیده شوند، بلکه از حاضران درباری بوده‌اند که برای پذیرش و تقدیس مقام مافوق به سجده افتاده‌اند.
قرآن مجید به این نکته صراحت کامل داده است ولذا می‌گوید رایتهم و ضمیر جمع مذکر غائب می‌آورد و در وصف آنان می‌گوید ساجدین که باز هم عنوان جمع مذکر دارد، از دستهٔ عاقلان بشری و به همین جهت در آیات آخر این سوره می‌گوید:
و رفع ابویه علی العرش و خرّوا له سجّداً و قال یا ابت هذا تاویل رؤیای من قبل قدجعلها ربی حقا
به این معنی که چون به خاطر یوسف، شاه و صدراعظم و سایر وزیران در جلسهٔ پذیرایی یعقوب حاضر می‌شوند و یوسف، پدر و مادر خود را بر تخت وزارت کنار خود می‌نشاند، همهٔ حاضران و استقبال کنندگان و خادمان به خاطر احترام و بزرگداشت مقام یوسف ناجی مصر، به سجده می‌افتند و یوسف در گوش پدر زمزمه می‌کند که پدرجان این صحنهٔ خارجی، همان رؤیای من است که اینگ به حقیقت پیوسته است.
در این آیه که خواب تعبیر شدهٔ یوسف منعکس شده است، باز می‌بینیم خرّوا له سجّداً با ضمیر جمع مذکر غایب عنوان شده است و این خود صراحت کامل دارد که ستارگان و خورشید و ماه، در کنار یوسف به سجده نیفتاده‌اند، بلکه جماعت انبوهی که یوسف آنان را نمی‌شناخته و به عنوان رجاله تلقی می‌شده‌اند، در عالم خواب، برای او سجده کرده‌اند، وگرنه باید عبارت قرآن به این صورت نازل شده باشد: رایتها لی ساجدات تا قانون صرف و نحو عربی رعایت شده باشد.

## چاپ آثار پس از مرگ
پس از فوت محمدباقر بهبودی در سال ۱۳۹۳ به اهتمام مژگان سرشار توسط نشر علم سه عنوان کتاب تدبری در قرآن (در دو جلد)، معارف قرآنی و معانی القرآن در سال ۱۳۹۵ چاپ و منتشر گردید.
در کتاب معارف قرآنی، که گردآوری مقالات نویسنده در باب تفسیر موضوعی قرآن می‌باشد که طی سالیان در مجلات مختلف به طور مستقل منتشر شده بود.
در این کتاب آرای استاد بهبودی در زمینه محکم و متشابه، رجعت، قیامت، حجاب شرعی و حتی ارث درج شده است.